# 聖週五
聖週五（英語：Good Friday），又稱沈默週五（德語：Stiller Freitag）、耶穌受難節、耶稣受難日、主受難日，是基督教的宗教節日，基督徒用以記念主耶稣基督在各各他被釘死受難的紀念日。它也被稱為聖週五，大周五。為聖週中的星期五，也是逾越三日慶典的一部份，是復活節之前的星期五。有些人將這個節日等同於猶太教的逾越節，這樣便能確保當晚是與主耶穌被捕的晚上同是月圓之夜。它有時也會被稱為復活節週五（Easter Friday），但這可能跟另一個節日（復活節之後的週五）混淆。
根据福音书记载，耶稣于公元33年犹太历尼散月十四日与门徒设立記念仪式，后于上午九时左右被钉，于下午三时左右死去。主耶稣基督惟独吩咐门徒要記念祂的死亡。
許多基督教教派，包括天主教、東正教、路德會、聖公會、衛理公會、東方正統教會、合一教會和一些加爾文主義教會（包括歸正宗、長老宗和公理宗），都透過齋戒和敬拜來紀念耶穌受難日。
在西方基督教世界中，許多國家都將此日訂為公共節日，其中也包括美國的12個州。

## 受难时间
根据当前历法推算，耶稣受难是在犹太历尼散月十四日，按照当前的历法推算是儒略历公元30至33年4月2日星期四─4月3日星期五，格里历30至33年3月31日星期四─4月1日星期五。这一天是一个满月日。

## 耶稣受难日的宗教礼仪与記念活动
在早期的基督教会，只有記念耶稣復活的星期日才是举行节庆活动的圣日。到了公元4世纪，复活节之前一周的每一天都被定为圣日，其中包括耶稣受难日。许多基督徒都会觉得“Good Friday”(中文難以直译，故根据发生的事件译为“耶稣受难日”或“受难日”)这个名称不太合适。既然是耶稣钉十字架的日子，理应看作是“Bad Friday”。有人相信“Good”一词从“God”变化而来，本来意思是“God Friday”(神的星期五)。还有人相信“Good”表示由耶稣殉教带来的拯救对世人是上好的馈赠。然而根據詳細考據，Good 一詞在古代有「神聖」、「聖潔」的意思，現代已經少用，但據此推知 Good Friday 是代表神聖的週五的意思。
“受难日”是記念耶稣之“死”。这一天信徒们身穿深色服装，参加礼拜仪式时言容肃穆。天主教徒在祷告时还要将蜡烛顺次熄灭，使教堂暗黑。仪式上要诵读《聖經旧约·以赛亚书》里的几节经文。以赛亚是古代的希伯来先知，他预言了基督受难，天主教会称这段文字为“受苦仆人”经文。
圣餐礼，是为記念耶稣受难日而举行的一种仪式。这个仪式是耶稣在和门徒们共进“最后的晚餐”时创立的，当时他已经知道门徒中有人出卖了他。《马太福音》第26章：“他们吃的时候，耶稣拿起饼来，祝福，就掰开，递给门徒，说：‘你们拿着吃，这是我的身体。’又拿起杯来，祝谢了，递给他们，说：‘你们都喝这个，因为这是我立约的血，为多人流出来，使罪得赦。但我告诉你们：从今以后，我不再喝这葡萄汁，直到我在我父的国里同你们喝新的那日子。’”《新约·哥林多前书》也提到使徒保罗将圣餐礼传给信徒并阐明其記念意义。天主教徒又把圣餐称作“圣体”。在领圣餐的仪式上，主礼人对小块面饼和小杯葡萄酒(代表耶稣的肉和血)进行祝祷，然后分给正式教徒领食。教徒通过这种象征性的领食缅怀耶稣基督及其言行。参加圣餐礼是增进并加强信徒与基督之间和信徒相互间的沟通。各教别在领圣餐的细节上有所不同。东正教的圣餐用的是发面饼，天主教则用无酵饼。大多数新教教派改葡萄酒为葡萄汁。有的教派要求领圣餐的信徒必须受过坚信礼(参见“圣灵降临日”)。
天主教的仪式上还要奉行崇拜十字架的礼仪。该礼仪最早出现在耶路撒冷。十字架的苦像先被遮盖，随后逐渐显露，然后被安放祭坛前，信徒们要对十字架进行跪拜。司祭脱鞋走近十字架，这个过程中要行三次屈膝礼，然后吻十字架。副主祭等也跟着做。据文献记载，在英格兰曾有过“爬向十字架”的崇拜仪式。
对耶稣受难日这个节日，天主教、东正教以及新教的圣公會、信义会和其他一些派别都有礼拜仪式。在许多地方，不同教派在这一天联合举行礼拜，表示团结合一。
除了圣餐礼、晨祷、晚崇拜之外，受难日的游行活动在天主教基督徒聚居的社区也很常见。在以色列的耶路撒冷城，教士们举着十字架领着信徒们重走当年耶稣受难的“苦路”，每到一处都要诵经祈祷。在意大利西西里，特拉帕尼复活节的游行从耶稣受难日下午就开始了，在哀伤的音乐声中人们抬着木制的耶稣受难像沿着街道缓缓行进，这样的游行要持续24小时。许多地方在这一天还演出受难剧，再现那悲剧性的一幕。

## 墨西哥的“拜苦路”記念仪式

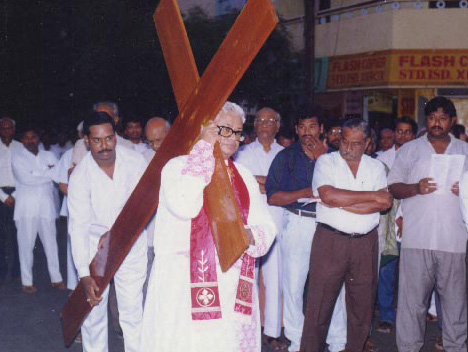
在拜苦路儀式中，主教扛著十字架

教會在這日擧行受難日崇拜及拜苦路禮儀，讓信徒默想基督為世人所付出的愛。在墨西哥每年都举行大约三百个节日記念耶稣的死亡，“拜苦路”是其中一个盛会。每逢拜苦路节日，都有大游行队伍，随行演出耶稣受难的情节。拉丁词语“苦路”是指“耶稣前往殉难地点的路线”。论到墨西哥拜苦路习俗的由来，墨西哥城伊斯塔帕拉帕区文化展览馆馆长说：“1833年，伊斯塔帕拉帕区霍乱流行。当地居民为了制止疫病蔓延，就开始了耶稣受难的表演活动。”
拜苦路当日，人群纷至沓来为要一睹游行队伍的演出：有扮演犹太领袖的，有扮演百夫长的，有扮演使徒的，也有跟随耶稣的妇女，还有马利亚。一个年轻人扮作耶稣，他早已熟记圣经的经文，能在游行期间照念如仪。所有表演者都穿戴假发、胡子和厚长袍。有些表演者充当“拿撒勒人”，头戴荆棘冠冕，或光着脚，或穿上凉鞋，走在“耶稣”后边，模拟耶稣受难的情景。这些“拿撒勒人”有时多达2500人，他们整日抬着十字架，徐徐步上埃斯特雷亚山（或星山），就是用来代表“钉死耶稣”的地方。
街上也布满各色摊子，售卖诸如帽子、饮料、印在面颊和手臂的宗教图案纸、气球，还有孩子喜欢的糖果，林林总总，应有尽有。节日期间，连机动游戏也给装置起来，让人玩个痛快。
在克雷塔罗城，参加拜苦路的悔改者系着脚镣，踉踉跄跄地往前走。在塔斯科，参加者把一捆捆共重四五十公斤的荆条放在背上，步行差不多五小时之久。沿路也有人加入游行，一边走，一边鞭笞自己。

## 受難的天文巧合
漢光武帝建武七年（公元31年）三月癸亥晦，日有食之，避正殿，寑兵，不聽事五日。詔曰：「吾德薄致災，謫見日月，戰慄恐懼，夫何言哉！今方念愆，庶消厥咎。其令有司各修職任，奉遵法度，惠茲元元。百僚各上封事，無有所諱。其上書者，不得言聖。」夏四月壬午，詔曰：「比陰陽錯謬，日月薄食。百姓有過，在予一人，大赦天下。公、卿、司隸、州牧舉賢良、方正各一人，遣詣公車，朕將覽試焉。」
這與對觀福音對耶穌被釘十字架之後天空變暗/日蝕有巧合之處，這裡的癸亥日是指建武七年（公元31年）三月的最後一天。當時東漢的首都在洛陽，時差和耶路撒冷為5個小時。假如這一天文現象出現在耶路撒冷是從中午到下午3點（古代時間6時到第9時，現代人時間是從中午到下午中部），那麼在洛陽，就會是在下午的5點到8點見到這一天文現象。